# Mycosphaerella elongata
Mycosphaerella elongata är en svampart som beskrevs av Crous & M.J. Wingf. 2007. Mycosphaerella elongata ingår i släktet Mycosphaerella och familjen Mycosphaerellaceae.   Inga underarter finns listade i Catalogue of Life.